# Ephialtes hokkaidonis
Ephialtes hokkaidonis là một loài tò vò trong họ Ichneumonidae.